# Boys in the Trees (film)
Boys in the Trees è un film del 2016 diretto da Nicholas Verso. È stato proiettato nella sezione Discovery section del Toronto International Film Festival del 2016.
Si tratta del sequel del cortometraggio The Last Time I Saw Richard del 2014.

## Trama
Durante l'Halloween del 1997, due giovani skater adolescenti intraprendono un viaggio surreale attraverso i loro ricordi, sogni e paure. 

## Accoglienza
Le recensioni sono state contrastanti ma generalmente favorevoli. Il film ha ottenuto un punteggio dell'80% su Rotten Tomatoes basato su 15 recensioni. AV Club l'ha incluso nella sua opera "I migliori film del 2017 che non abbiamo recensito"  notando che i suoi temi non erano originali ma che lo dicevano "alle prese con i temi universali dell'adolescenza di adattarsi e crescere più in modo fantasioso - e sensibilmente-della maggior parte". The Guardian gli ha dato un punteggio 2/5, trovando che alcuni momenti fossero "memorabilmente surreali" ma dicendo che soffriva del suo budget ridotto e della mancanza di editing di script.

## Citazioni cinematografiche
- Il titolo del film riecheggia quello del film The Lost Boys (1987).
- Il poster del film Il corvo è presente sul muro della camera da letto.

## Riconoscimenti
- 2016 - Mostra internazionale d'arte cinematografica
  - Nomination Queer Lion a Nicholas Verso
  - Nomination Miglior film - Orizzonti a Nicholas Verso
- 2016 - AWGIE Awards
  - Nomination Miglior film
- 2016 - AACTA Award
  - Nomination Miglior colonna sonora a Darrin Verhagen
- 2016 - Austin Film Festival
  - Jury Award for Narrative Feature a Nicholas Verso
- 2017 - Newport Beach Film Festival
  - Miglior fotografia a Marden Dean
- 2017 - Golden Trailer Awards
  - Nomination Miglior poster straniero
- 2017 - Film Critics Circle of Australia Awards
  - Nomination Miglior musica a Shinjuku Thief e Darrin Verhagen
- 2017 - AFCA Award
  - Nomination Miglior regia a Nicholas Verso